# 데포르티보 리에스트라
데포르티보 리에스트라 아소시아시온 데 포멘토 바리오 콜론(스페인어: Deportivo Riestra Asociación de Fomento Barrio Colón)은 아르헨티나 부에노스아이레스를 연고로 하는 축구팀이다. 이 팀은 1931년에 창단되었으며, 현재 아르헨티나 프리메라 디비시온에 참가하고 있다.

## 선수 명단

### 현역
참고: FIFA 자격 규정에 따라 소속된 국가대표팀 국기를 표시합니다. 선수는 복수의 FIFA 비회원국 국적을 가지고 있을 수 있습니다.
| 번호 | 포지션 | 국적     | 이름                |
| ---- | ------ | -------- | ------------------- |
| 7    | FW     | 우루과이 | 안토니 알론소       |
| 17   | FW     |          | 구스타보 페르난데스 |

| 번호 | 포지션 | 국적 | 이름 |
| ---- | ------ | ---- | ---- |

## 역대 감독
| 감독                | 임기        |
| ------------------- | ----------- |
| 크리스티안 파비아니 | 2022 ~ 2023 |
| 크리스티안 파비아니 | 2024 ~      |

틀:데포르티보 리에스트라 선수 명단